# 索斯特拉特
尼多斯的索斯特拉特（希臘語：Σώστρατος ὁ Κνίδος）是一位古希腊建筑师和工程师，相传古代世界七大奇迹之一的亚历山大灯塔由他在埃及亚历山大港附近的岛屿设计建造。